# Odontophorus dialeucos
Az Odontophorus dialeucos a madarak osztályának tyúkalakúak (Galliformes) rendjébe és a fogasfürjfélék (Odontophoridae) családjába tartozó faj.

## Rendszerezése
A fajt Alexander Wetmore amerikai ornitológus  írta le 1963-ban.

## Előfordulása
Panama és Kolumbia területén honos. A természetes élőhelye szubtrópusi és trópusi síkvidéki és hegyi esőerdők.

## Megjelenése
Testhossza 22–25 centiméter, a hím testtömege 264 gramm, a tojó 258 gramm.

## Külső hivatkozások
- Képek az interneten a fajról
- Internet Bird Collection - videók a fajról
- Xeno-canto.org - a faj hangja